# Golfe de Wrigley
Le golfe de Wrigley est un golfe de la mer d'Amundsen en Antarctique.
Situé au large de la barrière de Getz, ses limites sont définies par l'île Grant, l'île Dean et l'île Siple, qui sont partiellement ou totalement intégrés à la barrière de glace. 
Le golfe a été découvert en décembre 1940 par l'United States Antarctic Program, et nommé d'après  Philip Wrigley, un industriel de Chicago qui a contribué à financer l'expédition. 